# Sphaerotheca
Sphaerotheca es un género de anfibios anuros de la familia Dicroglossidae que se distribuyen por Pakistán, India, Nepal, Birmania y Sri Lanka.

## Lista de especies
Se reconocen las siguientes 12 especies:
- Spaerotheca bengaluru Deepak, Dinesh, Ohler, Shanker, Channakeshavamurthy & Ashadevi, 2020
- Sphaerotheca breviceps (Schneider, 1799)
- Sphaerotheca dobsoni (Boulenger, 1882)
- Sphaerotheca leucorhynchus (Rao, 1937)
- Sphaerotheca magadha Prasad, Dinesh, Das, Swamy, Shinde & Vishnu, 2019
- Sphaerotheca maskeyi (Schleich & Anders, 1998)
- Sphaerotheca pashchima Padhye, Dahanukar, Sulakhe, Dandekar, Limaye & Jamdade, 2017
- Sphaerotheca pluvialis (Jerdon, 1853)
- Sphaerotheca rolandae (Dubois, 1983)
- Sphaerotheca strachani (Murray, 1884)
- Sphaerotheca swani (Myers & Leviton, 1956)
- Sphaerotheca varshaabhu Deepak, Dinesh, Chetan Nag, Ohler, Shanker, Souza, Prasad & Ashadevi, 2024[2]